# Napalm

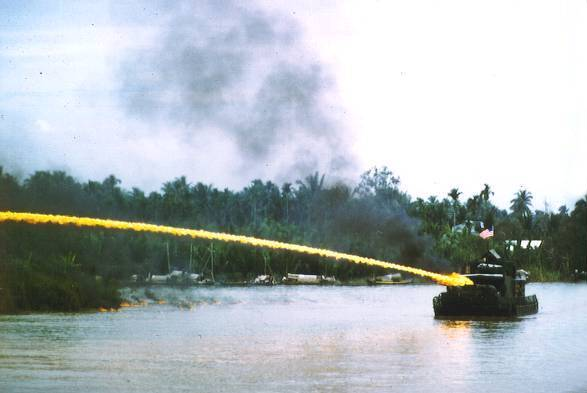
Napalm afgeschoten vanaf een Amerikaanse rivierboot tijdens de Vietnamoorlog

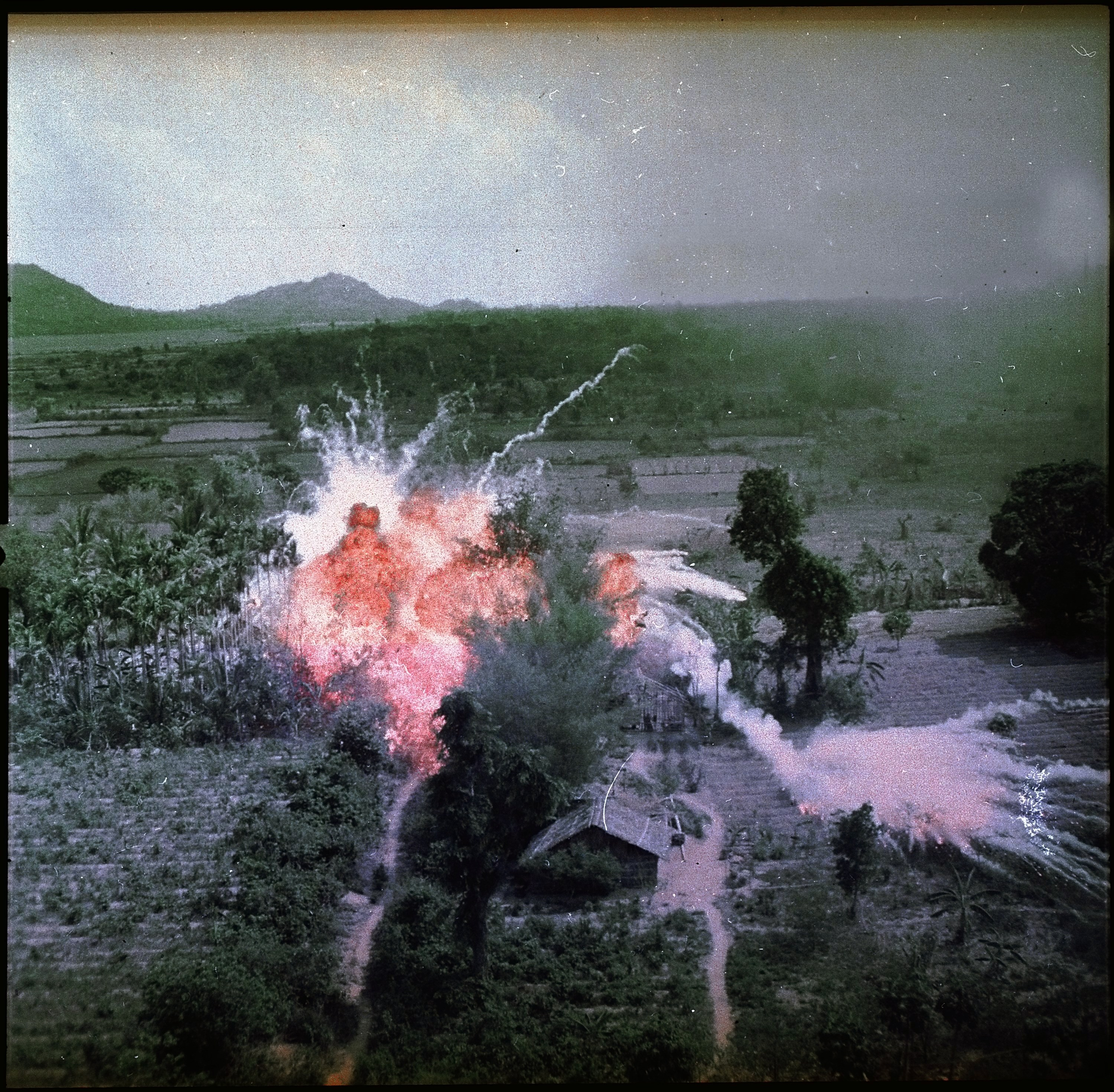
Napalmexplosie in Vietnam nabij Saigon

Napalm is benzine waaraan als verdikkingsmiddel een mengsel van naftenaat en palmitaat is toegevoegd, zodat het beter blijft kleven als de (brandende) spetters ergens tegenaan vliegen. Op die manier vat de onderlaag eerder vlam. Het verlaagt tegelijk de neiging van de benzine tot ontbranden en maakt de verbranding trager.
Nafteenzuur is een algemene naam voor een verzameling van organische zuren die in ruwe olie aanwezig zijn en werd oorspronkelijk gebruikt bij de bereiding van napalm. Tegenwoordig worden meestal andere middelen gebruikt voor de bereiding van napalm, maar de naam is blijven hangen.
Napalm werd in 1942 ontwikkeld. Het wordt voornamelijk gebruikt in brandbommen en is gevreesd door de ernstige brandwonden die het bij mensen en dieren veroorzaakt. Napalmbommen maken vaak gebruik van fosfor om de napalm te ontsteken.

## Gebruik van napalm
Napalm, toen nog niet onder die naam bekend, werd voor het eerst gebruikt tijdens de Slag om Overloon tijdens de Tweede Wereldoorlog. In Vierlingsbeek gooiden P38's van de Amerikaanse luchtmacht zogeheten brandbommen op Duitse stellingen.
Napalm werd voor het eerst op grote schaal ingezet door het Amerikaanse leger tijdens de Tweede Wereldoorlog. In 1945 werden vele Japanse steden waaronder Tokio met napalm gebombardeerd. 
Tijdens de laatste (loopgraafoorlog-)fase van de Koreaanse Oorlog bestookten de Amerikanen het hele grondgebied van Noord-Korea met napalmbommen, met vermoedelijk enkele honderdduizenden doden als resultaat.
Ook in de Vietnamoorlog werd door de Amerikanen veelvuldig gebruikgemaakt van napalm. Dit leidde tot verzet onder delen van de Amerikaanse bevolking. 
Tijdens de Eerste Golfoorlog werd geen gebruikgemaakt van napalm, maar van Mark 77-brandbommen, die een met napalm vergelijkbaar effect hebben.
Naast Amerika maakten ook landen zoals Frankrijk (in Algerije en Vietnam), Israël (in de Zesdaagse Oorlog) en het Verenigd Koninkrijk (in Kenia) gebruik van napalm.
In 1980 verklaarde de VN het gebruik van brandbommen tegen burgers tot een oorlogsmisdaad.

## Beroemd citaat
- "You smell that? You smell that?! Napalm, son. Nothing else in the world smells like that. I love the smell of napalm in the morning. You know, one time we had a hill bombed, for 12 hours. When it was all over, I walked up. We didn't find one of 'em, not one stinkin' dink body. The smell, you know that gasoline smell, the whole hill. Smelled like... victory. Someday this war's gonna end..." — Robert Duvall als Lt. Col. William Kilgore in Apocalypse Now